# Standard J
Lo Standard J era il capostipite di una famiglia di velivoli monomotore biplano da addestramento biposto prodotto dall'azienda statunitense Standard Aircraft Corporation negli anni dieci del XX secolo.
Destinato alla formazione dei piloti militari dello United States Army, venne in seguito utilizzato come aereo postale nei primi servizi di posta aerea statunitense.

## Tecnica

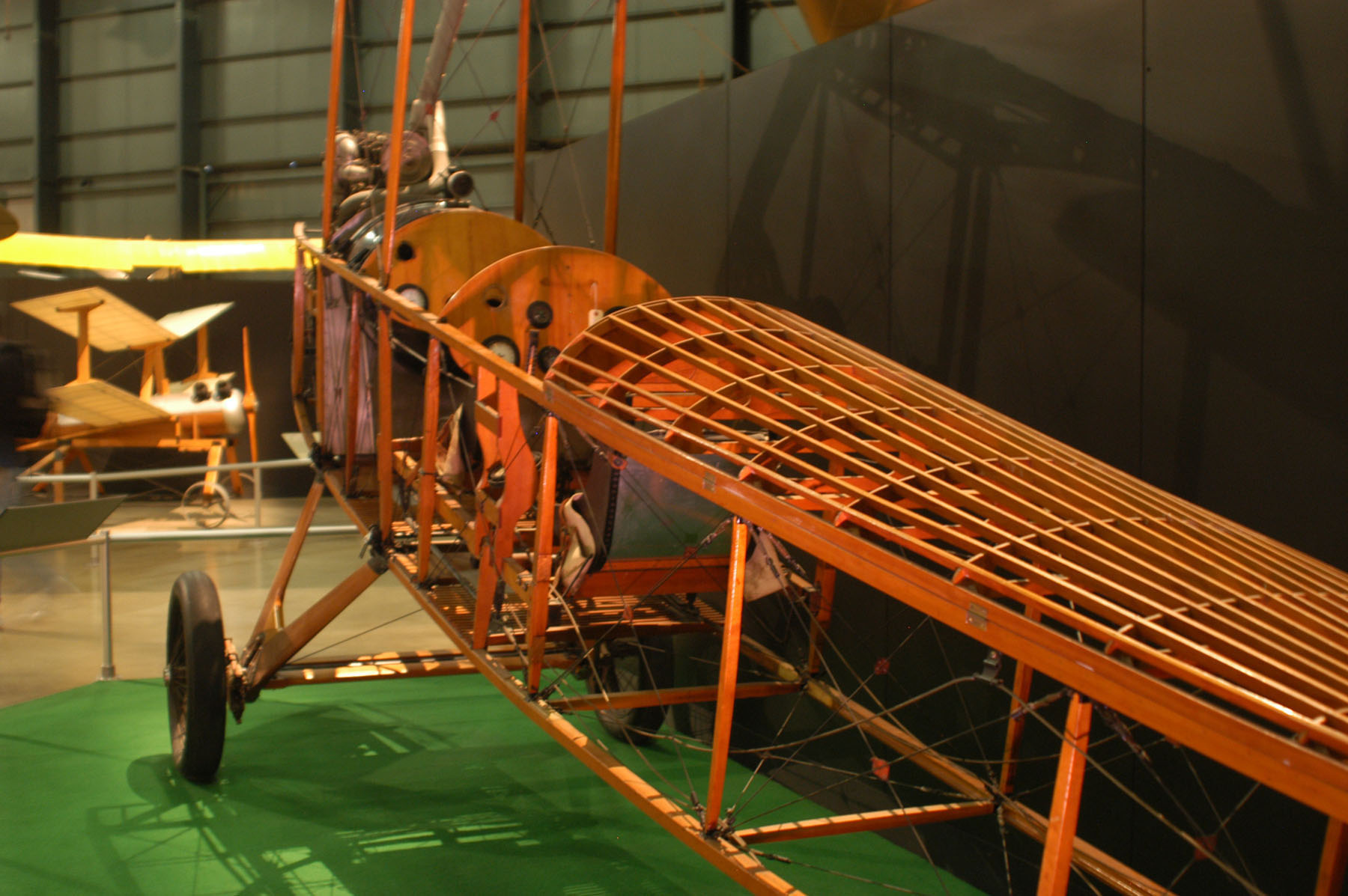
La struttura della cellula di un J-1.

Il J-1 era un velivolo di impostazione, per l'epoca, classica; monomotore biposto a velatura biplana e carrello fisso.
La fusoliera era caratterizzata dalla presenza dei due abitacoli separati, aperti, posizionati in tandem. Posteriormente terminava in un impennaggio classico monoderiva e dotato di piani orizzontali controventati.
La configurazione alare era biplano-sesquiplana, con ala superiore, montata alta a parasole, dalla apertura superiore dell'inferiore, montata bassa sulla fusoliera, collegate tra loro da due coppie di montanti verticali per ogni lato, integrati da tiranti in cavetto d'acciaio.
Il carrello d'atterraggio era fisso, molto semplice, montato su una struttura tubolare al di sotto della fusoliera, dotato di ruote di grande diametro collegate da un asse rigido ed integrato posteriormente con un pattino d'appoggio.
La propulsione era affidata ad un motore Curtiss OXX-6, un 8 cilindri a V di 90° raffreddato a liquido in grado di erogare una potenza pari a 100 hp (74,5 kW), posizionato all'apice anteriore della fusoliera ed abbinato ad un'elica bipala in legno a passo fisso.

## Varianti

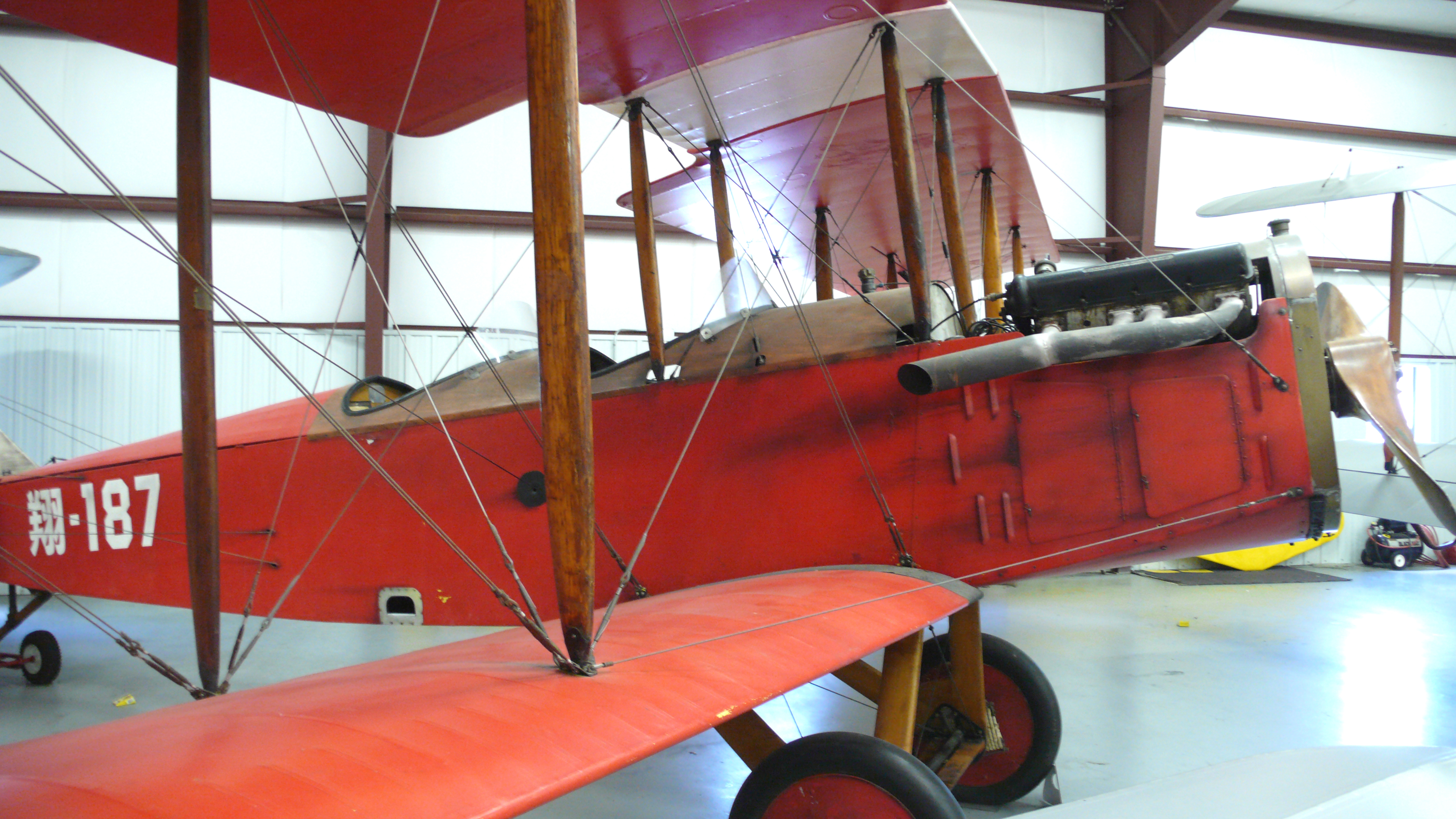
Conversione aereo postale di uno Standard J-1.

- Sloan H (serie) - aereo da addestramento e da ricognizione in produzione dal 1913.
- Standard H (serie) - designazione assunta dagli Sloan H prodotti dalla Standard.
- Standard J - prima variante progettata dalla Standard.
- Standard J-1 - designazione del modello adottato dallo US Army.
- Standard SJ-1 - designazione assegnata alla successiva produzione dei J-1.
- Standard JR-1 - aereo da addestramento avanzato destinato al US Army ed aereo postale in servizio nel US Post Office.
- Standard JR-1B - versione migliorata.
- Standard SJ - versione da addestramento destinata al mercato civile, conversione dagli SJ-1 e J-1.
- Sikorsky Standard - variante monoplana ad ala alta a parasole che utilizzava la fusoliera Standard J-1 abbinata ad un'ala di progettazione Sikorsky-Gluhareff.
- Standard E-4 - variante riprogettata basata sul JR-1B destinata al servizio di posta aerea.
- Ryan Standard - conversione dei J-1 militari surplus ad aereo di linea caratterizzata da una cabina chiusa per 4 passeggeri realizzata dalla Ryan Aeronautical[2] (9 conversioni)[3]
- Lincoln Standard L.S.5 conversione dei J-1 militari surplus al servizio civile di linea caratterizzata da una cabina aperta per 4 passeggeri.
- Nicholas-Beazley-Standard - Standard J-1 modificato dalla Nicholas-Beazley Airplane Co.

## Utilizzatori

### Militari
Stati Uniti
- United States Army Signal Corps Aeronautical Division (1915–1918)
- United States Army Air Service (dal 1918)
- United States Marine Corps
- United States Navy

### Governativi
Stati Uniti
- United States Post Office Department